# Летние Сурдлимпийские игры 2005
Летние Сурдлимпийские игры 2005 или XX летние Сурдлимпийские игры прошли в австралийском городе Мельбурн. Игры проводились с 5 по 16 января 2005 года, участие приняли 2038 спортсменов с нарушением слуха из 63 стран. Официальным лозунгом игр стал: «Melbourne in the World».

## Виды спорта
На XX сурдлимпийских играх спортсмены соревновались в 17 видах спорта (11 из которых индивидуальные, 6 — командные). Впервые за историю Игр проходили соревнования по пляжному волейболу.

### Индивидуальные виды спорта
- Лёгкая атлетика
- Боулинг
- Велоспорт
- Плавание
- Бадминтон
- Настольный теннис
- Теннис
- Пулевая стрельба
- Спортивное ориентирование
- Вольная борьба
- Греко-римская борьба

### Командные виды спорта
- Баскетбол
- Пляжный волейбол
- Футбол
- Гандбол
- Волейбол
- Водное поло

## Страны-участницы
В XX Сурдлимпийских играх приняли участие спортсмены из 63 государств:
- Австралия
- Австрия
- Армения
- Беларусь
- Бельгия
- Болгария
- Бразилия
- Великобритания
- Гана
- Венгрия
- Венесуэла
- Германия
- Греция
- Дания
- Израиль
- Индия
- Иран
- Ирландия
- Исландия
- Испания
- Италия
- Казахстан
- Канада
- Кения
- Китай
- Республика Корея
- Кипр
- Китайский Тайбэй
- Куба
- Кувейт
- Латвия
- Литва
- Макао
- Малайзия
- Монголия
- Нидерланды
- Новая Зеландия
- Норвегия
- Пакистан
- Польша
- Португалия
- Россия
- Румыния
- Саудовская Аравия
- Сербия и Черногория
- Сингапур
- Словакия
- Словения
- США
- Таиланд
- Туркменистан
- Турция
- Украина
- Фиджи
- Финляндия
- Франция
- Хорватия
- Чехия
- Швейцария
- Швеция
- Эстония
- ЮАР
- Япония